# Hasijeve anorganske spojine
Iskanje hasijevih spojin je zaradi kratke razpolovne dobe vseh njegovih izotopov zelo oteženo. Zaznali naj bi hasijev tetroksid (HsO4), vendar je relevantnost podatkov vprašljiva.